# 伊藤舞雪
伊藤舞雪（日语：／ Ito Mayuki，1997年11月30日—），日本AV女優。所屬事務所是NAX（New Actor Experience）。2018年3月，20歲成為kawaii*專屬，以「壓倒性腰身」（圧倒的くびれ）為宣傳標語出道。

## 經歷

### 2018年
- 2018年1月，《MMND151：不接受AV》發行廠牌「未滿」，眾多作品評論對AV出道給予了很高的期待和好評。伊藤舞雪說：“《不接受AV》中，主要是關於身體的，所以我想傳達更多的情感和我自己。我認為我在非裸情色（日語：着エロ）中展示自己的方式是有限的，所以讓我在AV中展示它。”伊藤舞雪決定進軍AV[2]。
- 3月，作品《KAWD880：實力新人!W54cm的腰身與奇蹟般的天然F罩杯》作為kawaii*專屬女優出道。因為學生時代在壘球部，所以在作品中展示了自己的投球姿勢和揮杆動作。她是三號投手，右手投球，左手擊球。
- 3月18日，首發活動在日本東京秋葉原的Sofmap和買賣市場Mulan AKIBA兩個地點舉行。
- 8月，推特開通。盡管伊藤舞雪自稱不喜歡SNS，但在收到超過500個讚的Kawaii*關於伊藤舞雪的推文後，伊藤舞雪獲得了一個帳戶，該Kawaii*推文說：“如果這張伊藤舞雪的照片推文獲得超過500個讚，伊藤舞雪可能會打開推特[3][4]。”後來在接受Men's Cyzo采訪時，如果要對出道時的自己提出建議，伊藤舞雪會回答說：“我應該從一開始就開始推特[5]。”
- 12月，首部VR作品《KAVR015：伊藤舞雪の國寶級おっぱいを至近距離で揉みまくり！2次元ボディを体感する超密着いちゃいちゃSEX》發行。

### 2019年
- 2019年3月，提名為FANZA成人獎2019年度最優秀新人女優獎。
- 3月22日，發行1st寫真集《神秘》。
- 4月，首次在FANZA上進行實時聊天。
- 5月，發行第二部VR作品《KAVR028：裏オプおっパブスペシャル》從第一個VR開始一段時間後的第二個作品。第一次VR拍攝非常困難，之後有一段時間完全拒絕了VR工作依賴。導演Koara太郎(笑)（日語：コアラ太郎(わ)）向伊藤舞雪提出了要約。酒館（日語：おっパブ）的情況在2D作品中已經體驗過，伊藤舞雪對畫面和內容很感興趣，決定再次嚐試VR並發行。以這部作品為契機，成長為後來被稱為“令和的VR女王”[6]。
- 8月，第一次粉絲見面會在東京・屋形船舉行。
- 12月19日，伊藤舞雪自己決定暱稱「まゆ吉」。 這個含有吉祥「吉」字的暱稱，現在很多人都稱她為「まゆきち」（念法：Mayukiqi）。

### 2020年
- 2020年1月25日，首次本地活動在大阪舉行。舉辦首次來店活動（Grankicona堺店），首次粉絲見面會和DVD簽名會（關西Trend書店26號線葛之葉店）。
- 從2月左右開始，由於新型冠狀病毒的影響，該活動被取消。
- 4月2日，舉行了第一屆TwitCasting。伊藤舞雪說：“如果活動沒有因冠狀病毒的影響而取消，TwitCasting就不會舉行。”即使在這種情況下，伊藤舞雪進行了與粉絲相關的活動，TwitCasting一直持續到新冠病毒的影響消失。
- 4月，伊藤舞雪被任命為「春天的內褲祭典2020」（日語：春のパンツまつり2020）的促銷女郎。
- 4月，伊藤舞雪被任命為「黃金周大感恩祭典2020」（日語：GOLDEN WEEK 大感謝祭2020）的促銷女郎。
- 6月，伊藤舞雪的經紀人開通了推特[7][8]。
- 7月17日，發行《典藏裸體姿勢集》（日語：Premium Nude Pose Book）。
- 7月21日發行從「月刊FANZA 9月號」開始，自己寫了半年的連載專欄。
- 8月，份推特粉絲超過20萬。
- 10月，出演首檔綜藝節目「ABEMA石橋貴明Premium第７彈藝能界超人No.１決定戰！」女王角色。
- 10月，發行首次月曆。掛歷和台歷。
- 2月4日，發行以自己命名的2nd寫真集《Contrast》。

### 2021年
- 2021年1月，出演ABEMA「志村&鶴瓶のあぶない交遊録 大最終回スペシャル」。
- 3月，伊藤舞雪被任命為「春天的內褲祭典2021」（日語：春のパンツまつり2021）的促銷女郎。
- 3月，#Mayukiti3周年節在Kawaii*推特帳戶上舉辦為期一個月的活動。
- 3月，首次在名古屋舉辦活動。在夢GEN堂舉行了DVD簽名會。
- 3月，出演綜藝節目「ABEMA石橋貴明Premium第9彈 第2回藝能界超人No.１決定戰！」和上次一樣以女王角色登場。
- 3月，在Men's Cyzo舉辦了3周年企劃“Mayukiti Week”。在這個項目中，造型師，化妝師，攝影師等各個領域的專家齊聚一堂，製作了出道三周年紀念寫真集《私が知らない私がいた》。它作為完全按訂單生產的特殊項目組出售。期間還進行了第一次YouTube直播[9]。
- 4月，開播廣播節目「伊藤舞雪のらじきち♡」，是第一次廣播節目的主持人。每月交付一次。「らじきち」（念法：lajikiqi）的意思是，取自舞雪昵稱的“MAYUKITI”＋收音機“RADIO”的諧音，指的是舞雪的電台節目。
- 5月22日，粉絲網站「CandFans」開通。
- 5月，發行與服裝製造商“MNKM”的合作服裝。6月，MNKM x fempass beV x 伊藤舞雪合作POPUP活動在澀谷PARCO舉行。MNKM x fempass beV x FANZA。
- 5月，伊藤舞雪 × Village Vanguard合作產品從Village Vanguard發行。6月，Village Vanguard東京澀谷總店舉辦發行活動。
- 8月，參加大阪Studio Cheek的第一次攝影會。
- 10月，發表fempass文章「伊藤舞雪與小笠原真由的女生聚會專訪」[10]。
- 10月30日，作為Radio Chronicle的特別項目，與相澤南一起舉辦了在線談話活動“萬聖節之夜♡”。
- 11月20日，從初期企劃階段就參與的3rd寫真集《more》發行。
- 11月，「伊藤舞雪のらじきち♡」舉行首次公開錄音。臨近生日，同期舉辦生日派對。
- 12月，舉辦首屆線上簽名會。在FANZA上發行並由GOT Corporation讚助。由於買家眾多，活動結束的時間比原計劃晚了很多。藝人Revolver Head擔任主持人。活動結束後出現在Revolver Head的YouTube上[9]。
- 12月，擔任BOM-The Battle Of MuayThai「BOM WAVE07」第一舉牌女郎。
- 12月12日，首次在京都舉辦了活動。在Kicona京都向日店舉行了來店活動。同日，在大阪關西Trend書店26號線葛之葉舉行了年歷&DVD簽名會。
- 12月，為內衣品牌「Chiffon」模特兒。
- 12月30日，首次參加Cosholic 31。在攝影師Youniku Ruton的社團「Youniku Bal with Count Sheep」的公司展位舉行。Youniku Ruton的第一本裸體寫真集《朝な夕な》（模特兒：伊藤舞雪）和相關商品銷售。

### 2022年
- 2022年1月13日，推特粉絲突破50萬同時，Instagram開通。
- 1月，伊藤舞雪被任命為「FANZA成人玩具活動」（日語：FANZA大人のおもちゃキャンペーン）的促銷女郎。
- 1月，刊登於生活方式雜誌「GOETHE 2022年3月」特輯・最高級百科全書2022。伊藤舞雪的特輯為該雜誌記錄了2022年閱讀量第二的文章[11]。
- 2月，閃電加入雜誌「小惡魔Ageha」專屬模特兒。2月裝飾網頁封面[12]。
- 2月，服裝製造商MNKM x fempass beV x 伊藤舞雪合作POPUP活動在Laforet原宿舉行。
- 2月，第一次出現在TikTok上是在「小惡魔Ageha」官方TikTok。
- 3月，伊藤舞雪被任命為「春天的內褲祭典2022」（日語：春のパンツまつり2022）的促銷女郎。
- 6月，成為網絡禮服品牌「SOBRE」的模特兒。
- 6月，參加Pharfaite showcase。在「Count Sheep」展台舉行。電子寫真集《Count Sheep Nap/Sleep》兩部作品的小冊子版和原創商品均已售出。此外，FANZA，#Escape（電子寫真集），fempass beV也在同場設立展位，各展位均有售賣伊藤舞雪的原創商品，小冊子版，服飾等。 在同一場活動中，伊藤舞雪現身時裝秀，出現在第一次T台。
- 6月，作為專屬模特兒的小惡魔ageha，伊藤舞雪的特輯首次刊登在雜誌《小隈 ageha 2022 SUMMER》上。
- 9月，首次在兵庫縣舉辦了活動。在Kicona尼崎總店舉辦了來店活動。第二天，在大阪關西Trend書店26號線葛之葉店舉行了DVD簽名會。
- 12月1日，發行4th寫真集《Private》。從規劃階段參與，她就講究自然，穿著的服裝數量和頁數都是有史以來最高的。這本寫真集的主題是「和舞雪一起旅行」，伊藤舞雪自己說這是一本讓她對自己自然的外表充滿自信的寫真集[13]。
- 12月，份推特粉絲超過80萬。
- 12月，伊藤舞雪被任命為「年末新年SUPER宣傳活動2022-2023」（日語：歳末新春SUPERキャンペーン2022-2023）的促銷女郎。
- 12月，於2022年10月16日至11月13日在「小惡魔Ageha」舉行了一場比賽，以確定雜誌封面和封底的模特兒。根據每個小惡魔Ageha模特兒在Instagram上發布的讚的數量，以及帶有獎勵交易卡的預訂雜誌的數量和人數，封面或封底刊登頂級模特兒。伊藤舞雪用這場比賽裝飾了紙質雜誌《小惡魔Ageha 2022 WINTER》的封底。

### 2023年
- 2023年2月，宣布舉行《5th Anniversary TOUR》紀念出道5周年。從3月為5周年，在日本5個主要城市（大阪・福岡・名古屋・札幌・東京）舉行。福岡和札幌是第一次舉行地。
- 3月，伊藤舞雪被任命為「春天的內褲祭典2023」（日語：春のパンツまつり2022）的促銷女郎。
- 4月，首次在台灣舉辦活動。4月21日至23日，攝影會《ForAver攝影會》在台北市舉行。這是她的第一次海外活動。攝影會上，ForAVer攝影會限定商品有售賣，但活動期間已售罄，宣布沒有一般銷售[14][15]。
- 6月，伊藤舞雪被任命為「CSK宣傳活動2023」（日語：CSKキャンペーン2023）的促銷女郎。
- 8月，首次参加台湾「TRE2023 台北國際成人展」[16][17]。
- 10月，刊登上台灣雜誌《JKF》2023年10月號封面，共20頁凹版照片和文章[18][19][20]。
- 12月19日，發行5th寫真集《熱體夜》。從規劃階段參與，這本寫真集的主題是「出軌旅行」，這也是紀念出道5週年的寫真集，完全依訂單生產的限定BOX版本。

### 2024年
- 1/26-1/28   TSE台灣寫真博覽會 松山文創園區 2號·3號·4號·5號倉庫[21]
- 2月，伊藤舞雪和櫻井みづき登上了《小悪魔 ageha》二月的WEB封面。
- 3月，伊藤舞雪被任命為「春天的內褲祭典2024」（日語：春のパンツまつり2024）的促銷女郎。
- 3月，首次在韓國舉辦活動。舉辦了粉絲見面會、會後派對和攝影會。
- 6月，首次在香港舉辦活動。舉辦了粉絲見面會和攝影會。
- 6月，伊藤舞雪被任命為「CSK宣傳活動2024」（日語：CSKキャンペーン2024）的促銷女郎。
- 8月，成為網絡禮服品牌「TIKA」的模特兒。
- 8月，首次在泰國舉辦活動。舉辦了粉絲見面會、攝影會、會後派對。

## 合作
- 2020年9月，為了紀念出道2周年，與S1合作販售以「S1×kawaii＊特別的合作」為標題的作品。
- 2021年9月，作為溜池GORO（日語：溜池ゴロー）成立15周年的合作作品，從溜池GORO廠牌發行作品。
- 2022年7月，作為Kawaii*15周年合作，發行了伊藤舞雪的第一部合演作品。第一位合演女優是PREMIUM專屬的山岸綺花（舊藝名：山岸逢花）。該作品記錄了製造商在2022年的銷量第一[22]。
- 2023年3月，「伊藤舞雪×PREMIUM的成人劇1作品限定SP合作」為標題的作品，從PREMIUM廠牌發行作品。
- 2023年5月，IdeaPocket合演合作係列《BEAUTY VENUS VIII》發行。這是舞雪第二次合演作品。 合演女優是IdeaPocket專屬的櫻空桃和，OPPAI和PREMIUM專屬的楪可憐。「BEAUTY VENUS Campaign」在FANZA舉行以紀念舉行[23]。

- 2023年10月，漫畫《只想交歡的年紀》係列的第2章合作作品《只想交歡的年紀2》由 MOODYZ由石原希望和小野六花主演的真人版・發行。伊藤舞雪在特別出演竹內前輩角色。

- 2023年11月，漫畫《只想交歡的年紀》kawaii* x MOODYZ廠牌 合作作品《只想交歡的年紀番外篇~和竹內前輩在社團教室~》的真人版於伊藤舞雪（竹內前輩角色）主演。
- 2024年4月，首部VR合作作品發行。合演女優是IdeaPocket專屬的櫻空桃，也是Idea Pocket發行的《BEAUTY VENUS VIII》之後的首次聯合主演。
- 2024年5月，和IdeaPocket專屬的櫻空桃共同主演了2D作品，由 Kawaii* 發行。

## 獎項
- 2019年3月1日入圍FANZA成人獎2019的最優秀新人女優賞[24]。
- 2020年2月獲得週刊Playboy「2020エロデミー賞」的特別業績賞[25]。
- 2021年2月，「このエロVRがすごい2020年下半期」入選最佳影片獎第二名[26]。
- 2023年2月，獲得收費凹版網站GRAPHIS「GRAPHIS AWARD 2022」的GRAPHIS Best Gravure Award（年度綜合第一）[27]。

## 人物
- 伊藤舞雪的性格天真爛漫[28]，我行我素[29]。最高學歷是短期大學畢業。

- 暱稱「Mayukiti」（日語：まゆきち）由伊藤舞雪本人決定[30]。

- 伊藤舞雪在高中二年級有了第一次體驗，當時她沒有自慰[2]，性感區集中在乳頭[31][32]。

- 最喜歡的食物是泡菜，奶酪，辛辣食物，夢布朗栗子蛋糕[33]，蘑菇[5]，香菜，巧克力。

- 學生時期參加的社團是壘球隊[34][35]。

- 非常喜歡看電視，最愛看的節目是綜藝節目「ザ・ノンフィクション」，「ガイアの夜明け」，「ねほりんぱほりん」[36]。

- 伊藤舞雪期望能從事可以在公眾前露面的職業，當被告知將以非裸情色（日語：著エロ）女星身分出道時，她沒有那麼擔憂，反倒激發起她的挑戰意志，「這樣的機會可遇不可求」，「既然決定了就要全力以赴」，開始參與AV演出[2]。

- 特點是F罩杯巨乳[37]，腰圍54公分(cm)，但胸圍在2017年至2018年C變成F，她說她完全不知道自己的楊柳腰很厲害[2]。她自己說，胸圍的大小可能是受女性荷爾蒙的影響，因為在沒有拍攝的時候會減少或波動[38]。

- 作家森田正樹形容伊藤舞雪的印象是「眉清目秀」[39]。

- 伊藤舞雪的愛好是看電影，聽音樂，外出就餐和打掃衛生[39]。伊藤舞雪沒有什麽特別的愛好，當記者等問及工作中的愛好時很煩惱，所以伊藤舞雪正在尋找新的愛好[40]。伊藤舞雪喜歡呆在家裏，喜歡整理，喜歡吃澤庵鹹菜（日語：たくあん）和喝酒[39]，還有Seria（百元店）。自從伊藤舞雪出道以來，一直最喜歡的事情就是吃（外出就餐）和K-POP。特長是換壁紙[41]和模仿蠟筆小新[42][43]。

- 從學生時代到2020年，「像野草一樣生活」一直是伊藤舞雪的座右銘[44]。伊藤舞雪沒有設定遙遠的目標，而是全力以赴地做好眼前的事情和工作[5]。即便是現在，伊藤舞雪依然會全力投入到眼前的事情中，不過最近伊藤舞雪說自己變得能夠思考未來了[45]。

### 簽名
剛出道就在想怎麽簽名的時候，工作人員就勸她說：「既然寫簽名的機會多，最好不要搞複雜的簽名。」之後不到5分鍾她就完成了「まゆき」(Mayuki)的簽名。然後，在2020年12月6日在升泉書Book Tower舉辦的寫真集《Contrast》活動中，來自昵稱，「ち」(ti)被添加到簽名中，成為「まゆきち」(Mayukiti）的簽名。

## 作品

### AV作品
| #      | 发行日期 | 商品编码 | 作品名称 | 制作公司   | 备注   |
| 2018年 | 2018年   | 2018年   | 2018年 | 2018年     | 2018年 |
| ------ | -------- | -------- | --- | ---------- | ------ |
| 1      | 3/7      | KAWD880  | 實力新人!W54cm的腰身與奇蹟般的天然F罩杯伊藤舞雪 kawaii*專屬出道→                                                                                                 | kawaii*    |        |
| 2      | 4/7      | KAWD886  | 奇跡のクビレBODY 伊藤舞雪 初イキSEX初体験エビ反り潮吹き絶頂スペシャル                                                                                            | kawaii*    |        |
| 3      | 4/25     | KAWD890  | 圧倒的クビレと天然Fカップ極上ボディ 超密着 ご奉仕性感フルコーススペシャル                                                                                        | kawaii*    |        |
| 4      | 5/25     | KAWD898  | 奇蹟的身材!天然F罩杯大奶 性感開発Oil Beauty Salon | kawaii*    |        |
| 5      | 7/25     | KAWD913  | 痴漢した制服美少女とその後、むさぼり合うようなドエロ純愛 | kawaii*    |        |
| 6      | 8/25     | KAWD922  | 才剛高潮後又被插入狂幹 第一次體 驗到絕頂的快感 胸部被激烈揉著連續抽插狂幹 SEX                                                                                    | kawaii*    |        |
| 7      | 9/25     | KAWD933  | 時常不穿內衣而若隱若現的給我看胸部並且誘惑著我的學校裡腰身纖細的美少女                                                                                           | kawaii*    |        |
| 8      | 10/25    | KAWD943  | 敏感過度高潮奇蹟的敏感巨乳美少女 | kawaii*    |        |
| 9      | 11/25    | KAWD950  | 制服巨乳少女が標的にされた乳揉み痴漢電車 | kawaii*    |        |
| 10     | 12/25    | KAWD954  | 露出本性的貪婪慾望無限汁SEX | kawaii*    |        |
| 2019年 |          |          | |            |        |
| 11     | 2/25     | KAWD964  | 出道1周年記念作品!大亂鬥解禁&肉棒14根 全21發噴射3時間SP | kawaii*    |        |
| 12     | 3/25     | KAWD969  | 「明明我已經有妻子了...」沒穿胸罩 大奶誘惑全開讓我勃起的妻子F罩杯妹妹                                                                                            | kawaii*    |        |
| 13     | 4/25     | KAWD976  | 完全禁欲記錄30日焦躁不已感度120%完美肉體極限大痙攣SEX一部始終 | kawaii*    |        |
| 14     | 7/25     | KAWD992  | 經常摩擦子宮扭腰擺臀連續性高潮騎乗位自己高潮大絶頂300回Special                                                                                                   | kawaii*    |        |
| -      | 7/25     | KWBD251  | 伊藤舞雪 kawaii*初BEST 全Titles 8小時Special | kawaii*    | 最佳   |
| 15     | 8/25     | CAWD003  | 美乳女友被巨漢前輩壓迫固定NTR中出時的事情 | kawaii*    |        |
| 16     | 9/25     | CAWD011  | 拘束レ×プ輪姦 絶倫生徒に無限ピストンされた巨乳新米女教師 | kawaii*    |        |
| 17     | 10/25    | CAWD020  | 出張先の相部屋で絶倫上司に何度も中出しされて…部長の粘着質な愛撫と濃厚SEXに溺れた巨乳新人OL                                                                       | kawaii*    |        |
| 18     | 11/25    | CAWD030  | 播種學妹溫泉目標是西村友紀 | kawaii*    |        |
| 19     | 12/25    | CAWD038  | 拘束男をひたすらヌキまくる逆レ●プ痴女 強制射精ザーメン10連発Special                                                                                              | kawaii*    |        |
| 2020年 |          |          | |            |        |
| 20     | 1/25     | CAWD044  | 女友去員工訓練不在家的時候、和一直忘不了的前女友瘋狂做愛的3天 | kawaii*    |        |
| 21     | 2/25     | CAWD053  | 與在包養APP認識到的神乳美少女的偷拍SEX~從拍攝影片到無套中出交涉 全部過程擅自AV發售                                                                               | kawaii*    |        |
| 22     | 4/11     | CAWD065  | 軟綿巨乳越碰越上火在棉被中動來動去超緊貼濃稠SEX | kawaii*    |        |
| 23     | 4/25     | CAWD073  | 出道2周年記念回饋20位舞雪粉絲的性愛技巧!精液爆炸噴射的粉絲感謝祭                                                                                                 | kawaii*    |        |
| 24     | 5/25     | CAWD081  | 同僚の彼氏が出張を命じられた3日間、大嫌いな上司にハメられ犯され続けた私。                                                                                        | kawaii*    |        |
| 25     | 6/25     | CAWD091  | 爭執,行動表現·倦怠期... 一開始就錯的結果,和舞雪(大姨子)互相吸引沉溺中出SEX的禁忌出軌                                                                             | kawaii*    |        |
| 26     | 7/25     | CAWD101  | AV女優 伊藤舞雪'的夙願回顧2年之間的感覺變化成長覺醒2天1夜的SEX拍攝溫泉記錄                                                                                       | kawaii*    |        |
| -      | 7/25     | KWBD276  | あっという間に2周年すぎちゃった♪♪ 伊藤舞雪の最新12タイトルを詰め込んだ8時間BEST                                                                                  | kawaii*    | 最佳   |
| 27     | 8/25     | CAWD105  | 社内研修相部屋NTR 童貞陰キャ男とプライド高い絶倫彼女が化学反応を起こし吐き気がするほど貪りあい中出ししまくった3日間                                              | kawaii*    |        |
| 28     | 9/7      | SSNI864  | 交纏的體液、濃密SEX 伊藤舞雪S1電擊參戰Special | S1         | 合作   |
| 29     | 9/25     | CAWD114  | 連續射精的專門按摩店裡, 神乳BODY的漂亮姐姐一直幫我尻尻,害我爽到自己打手槍已不夠爽了                                                                              | kawaii*    |        |
| 30     | 10/25    | CAWD126  | 無法坦白...擦身而過又繞了 一大圈23年分的思念全暴露,和貪戀激烈激情的 青梅竹馬發生關係之運命的那一夜                                                               | kawaii*    |        |
| 31     | 11/25    | CAWD139  | 「因為盛夏的暑氣身體變得 好奇怪喔...」 民宿出差NTR敗給想忘掉丈夫和瑣碎日常的新妻下屬誘惑的我,沉溺在禁忌果實中忘我違背道德的3天                                   | kawaii*    |        |
| 32     | 12/25    | CAWD152  | 危險別喝下去啊!爛醉就沒判斷能力的逆欺負...直到精子乾枯為止絕對不放掉肉棒的絕倫女友讓我好困擾啊。                                                                 | kawaii*    |        |
| 2021年 |          |          | |            |        |
| 33     | 1/25     | CAWD163  | 出張中リモートNTR 舞雪が僕と付き合う前から愛人関係だった部長に言いなり調教され中出しされる一部始終を見せつけられて…                                              | kawaii*    |        |
| 34     | 2/25     | CAWD177  | 【身為教師絕不能有的,純中文字幕愛。】被不能放任不管的男學生激起了母性本能,即使會身敗名裂,卻還是一昧渴求對方的颱風夜                                              | kawaii*    |        |
| 35     | 3/25     | CAWD186  | 視覺享受Perfect Body 超微距色情挑逗的肉感特寫 | kawaii*    |        |
| 36     | 4/25     | CAWD201  | 「舞雪才不會給任何人呢」 被比誰都還想要祝福的父親身體和心理都被亂七八糟弄髒欺負的結婚前一晚                                                                      | kawaii*    |        |
| 37     | 5/25     | CAWD213  | 叫了被虐狂女專門傳播後來的是瞧不起我的超討厭年輕女上司...直到有完全服從抗體 為止立場逆轉欺負                                                                     | kawaii*    |        |
| 38     | 6/25     | CAWD226  | 人妻脫下外衣之後是純粹的性愛狂...在鄉下再次見到前炮友和她一起汗液· 交疊,滿是精液氣息SEX依賴出軌                                                                  | kawaii*    |        |
| 39     | 7/25     | CAWD243  | 第一次交到女友,讓我害怕的事來了...弟控姐姐讓我當SEX練習對象但她的性欲像猴子般瘋狂數次被中出。                                                                    | kawaii*    |        |
| -      | 7/25     | KWBD299  | 神所賦與的超淫蕩才華 伊藤舞雪3周年 最新13作品傑作BEST | kawaii*    | 最佳   |
| 40     | 8/25     | CAWD259  | 【真實感MAX!完全主觀&雙聲道錄音】女朋友的閨蜜在絕對不能被發現的情況下細聲誘惑要求中出                                                                            | kawaii*    |        |
| 41     | 9/7      | CAWD273  | 「昨天,才知道我有無精 症。但是,老婆懷孕第4個月...」 | kawaii*    |        |
| 42     | 9/21     | MEYD698  | 溜池Goro15週年YEAR合作 第8彈 我的妻子對現在依然寶刀未老還抱著媽媽的猛男老爸發情,故意挑在危險日逆夜襲中出                                                         | 溜池GORO   | 合作   |
| 43     | 10/5     | CAWD285  | 我來欺負妳的乳頭了。~ Nipples Orgasm~ | kawaii*    |        |
| 44     | 11/2     | CAWD299  | 讓乳敏感度有條不紊等級變異常覺醒的乳頭高潮!揉捏高潮!巨乳G點 【Spence乳腺開發計畫】                                                                               | kawaii*    |        |
| 45     | 12/7     | CAWD313  | 「只能借你沖澡而已喔」沒搭上末班車在女同事的房間...超無戒心的巨乳和雙腳而感到興奮的我,腦中短暫浮現妻子的存在卻瞬間噴飛一整晚猛烈發狂搞翻天...                    | kawaii*    |        |
| 2022年 |          |          | |            |        |
| 46     | 1/4      | CAWD321  | 「是現行犯啊...」把腫脹的龜頭狂頂小穴隔著內褲體驗1cm插入,釋放誘惑 做正戲的治療師                                                                                 | kawaii*    |        |
| 47     | 2/1      | CAWD329  | 自大狂妄還把我們當成垃圾對待。把霸道女的自尊心粉碎剁碎的報復者輪上                                                                                               | kawaii*    |        |
| 48     | 3/1      | CAWD337  | 「在這樣的地方勃起了?」 被神出鬼沒的伊藤舞雪逆痴漢欺負。 | kawaii*    |        |
| -      | 3/1      | KWBD315  | 伊藤舞雪50正戲最棒的射精超嚴選 ALLSEXBEST 8小時Special | kawaii*    | 最佳   |
| 49     | 4/5      | CAWD353  | 要壓住您的五感喔!被伊藤舞雪環繞的ASMR尻槍絕技自慰幫手 | kawaii*    |        |
| 50     | 5/3      | CAWD365  | 半年前開始因為老爸再婚而和懶散姊姊一起住,無戒心的肉感臀讓人心癢癢壓抑不住就從後面中出                                                                            | kawaii*    |        |
| 51     | 6/7      | CAWD375  | 和伊藤舞雪超火熱的過夜約會開心的吃開心的笑狂KISS狂刺激情感的等身大SEX                                                                                            | kawaii*    |        |
| 52     | 7/6      | CAWD386  | 絕技最高峰的按摩師W點檯就算肉棒已經當機還不停止連續射精的超高級會員制男性護膚 伊藤舞雪 山岸逢花                                                                  | kawaii*    | 合作   |
| 53     | 8/2      | CAWD400  | 相部屋キメセクNTR 記憶から消したいほど大嫌いな絶倫元彼に媚薬を飲まされ…                                                                                          | kawaii*    |        |
| 54     | 9/6      | CAWD415  | 和超棒的小三過夜的溫泉出軌像煙火般短暫的激烈抽插發狂的那個夏季...                                                                                                | kawaii*    |        |
| 55     | 10/4     | CAWD428  | 斜眼怒瞪2年之間無性生活的丈夫,回老家的7天中沉溺在巨根絕倫公公安慰濃密SEX                                                                                         | kawaii*    |        |
| -      | 11/1     | KWBD331  | 精緻美身材,性感無底線 伊藤舞雪4周年 最新12作品8小時BEST | kawaii*    | 最佳   |
| 56     | 12/6     | CAWD439  | 粉絲活動結束回家同房間NTR打工店長聽我抱怨男友也願意配合我的興趣,和他直到性欲排解為止中出搞翻天的絕倫性交                                                         | kawaii*    |        |
| 2023年 |          |          | |            |        |
| 57     | 2/7      | CAWD447  | 久違2年和幫以前是成績最爛辣妹的我升學的恩師見面...不被當學生而是被當成女人看待很開心的一整晚抽插搞翻天,狂被中出僅一夜的大人授課                                  | kawaii*    |        |
| 58     | 3/7      | CAWD500  | 把伊藤舞雪出租三天二夜放置在被虐狂男家像寵物一樣嬉戲被吊胃口被訓練,小惡魔技巧全開記錄                                                                            | kawaii*    |        |
| 59     | 3/21     | PRED465  | 放學後到隔天早上無數次... 因舞雪老師的無戒心胸部和寂寞樣子的面貌而發情,性欲怪物的我就用暴走抽插中出。                                                            | PREMIUM    | 合作   |
| 60     | 4/4      | CAWD519  | 舌尖咕啾咕啾唾液狂流的伊藤舞雪,和她黏膩融化高潮當前~就算射精了也不停下來的濃厚接吻                                                                               | kawaii*    |        |
| -      | 5/2      | KWBD344  | 直到被搾取61發精子為止,想要被伊藤舞一心一意的欺負痴女 | kawaii*    |        |
| 61     | 5/2      | CAWD526  | 就算大爆射了只要還能勃起要挑戰幾次都OK! 伊藤舞雪的超絕BODY&忍耐得住全力打手槍技巧的話就有最棒的中出脫處體驗!                                                     | kawaii*    |        |
| 62     | 5/9      | IPZZ034  | BEAUTY VENUS VIII | IdeaPocket | 合作   |
| 63     | 6/6      | CAWD538  | 和心儀的美人上司同房間的意外事件一喝醉就變KISS魔失去記憶的伊藤,用打樁機騎乘位無數次中出無双                                                                      | kawaii*    |        |
| 64     | 7/4      | CAWD548  | 向飄落的雪一般短暫虛幻的美麗... kawaii*專屬 伊藤舞雪 出道5周年至今還未見過的'舞雪'的真實面貌新作拍攝生動私下SEX!2天1夜 雪國溫泉旅行                              | kawaii*    |        |
| 65     | 8/1      | CAWD557  | 在停電10分鐘之間,在漆黑 掩護下與義兄衝動接吻...排解欲求不滿一晚限定遺忘發狂抽插                                                                                  | kawaii*    |        |
| 66     | 9/5      | CAWD564  | 令和のセックスシンボル‘伊藤舞雪’のむっちむち肉感プリケツにしゃぶりつくド迫力アルティメット尻！尻！尻！アングルω                                                  | kawaii*    |        |
| 67     | 10/3     | CAWD582  | 「什麼,想要借浴室洗澡!?」開朗活潑巨乳同期的色氣滿點濕潤秀髮和從小背心裸露出來的無戒心胸部誘惑,因這意外狀況而勃起了的我...                                        | kawaii*    |        |
| -      | 10/17    | MIMK132  | 只想交歡的年紀2原作桂AIRI 累積銷售數超過400萬部系列合作第2章 小野六花 石原希望                                                                                   | MOODYS     | 合作   |
| -      | 10/31    | KWBD355  | 伊藤舞雪5周年用獨一無二的性感和美貌來射精最新12作品8小時傑作BEST                                                                                                 | kawaii*    | 最佳   |
| 68     | 11/7     | CAWD578  | 只想交歡的年紀番外篇~和竹内前輩在社團教室~ kawaii*×MOODYZ合作企劃!人氣作家 桂AIRI原作累積銷售數超過400萬部系列寫實化!伊藤舞雪                                    | kawaii*    | 合作   |
| 69     | 12/5     | CAWD589  | 和病房傳聞中的專職夜班可愛又巨乳又性感護士'伊藤',我偷看到她每天晚上單手拿著 手電筒,巡迴性處理累積許久的患者......                                                | kawaii*    |        |
| 2024年 |          |          | |            |        |
| 70     | 1/2      | CAWD604  | Re:4年ぶりに蘇るシン禁欲ドキュメント AV女優になって6年弱 人生でいっちばんブッ飛んだクソえっろいSEX                                                               | kawaii*    |        |
| 71     | 2/6      | CAWD621  | 外遇、忌妒、吊胃口...想再次抽插老婆。3年沒有做愛的我們夫妻倆再次燃起熊熊烈火,像剛再一起般無數次無套狂抽插了                                                      | kawaii*    |        |
| 72     | 3/5      | CAWD628  | 2ヶ月セックスお預けされフライト前からムラムラ限界…渡航先に着くなり機長とホテル直行し早朝フライトまでの 12 時間ケダモノみたいにハメ狂った巨乳キャビンアテンダント | kawaii*    |        |
| 73     | 4/2      | CAWD639  | 被鄰居垃圾屋的異臭中年老先生監 禁、調教、同情...被持續不拔出的連擊中出55發的司法研習生                                                                           | kawaii*    |        |
| 74     | 5/7      | CAWD646  | 被當害羞到要死的超刺激泳裝模特 兒...被注目的快感,被奉承的優越感沉溺反覆出軌承認 欲求之中的巨乳人妻                                                               | kawaii*    |        |
| 75     | 6/4      | CAWD676  | 「想不想變成獨當一面的男人啊?」新進 社員的我們在員工旅行時被帶進微醺心儀女上司2人的 房間,滿滿的大人4POJT研習到早上櫻空桃伊藤舞雪                                 | kawaii*    |        |
| 76     | 7/2      | CAWD656  | 巨乳辣妹賴在我這個宅男家,讓用小穴抵 住宿費,比起漫畫打定了要做SEX而來的啊。                                                                                       | kawaii*    |        |
| 77     | 8/6      | CAWD688  | 和在小帳中尋求肯定的便利商店打 工人妻在30分鐘休息時間裡在倉庫反覆短時間出軌。                                                                                    | kawaii*    |        |
| 78     | 9/3      | CAWD706  | 優しくて安定した彼氏ができても…結局、モノみたいにオナホみたいに都合よく雑に扱うクズ男に弄ばれたい                                                                | kawaii*    |        |

### VR作品
| #      | 发行日期 | 商品编码 | 作品名称 | 制作公司   |
| 2018年 | 2018年   | 2018年   | 2018年 | 2018年     |
| ------ | -------- | -------- | --- | ---------- |
| 1      | 12/7     | KAVR015  | 伊藤舞雪の国宝級おっぱいを至近距離で揉みまくり! 2次元ボディを体感する超密着いちゃいちゃSEX | kawaii*VR  |
| 2019年 |          |          | |            |
| 2      | 5/17     | KAVR028  | 「二人だけの内緒だよ」本番禁止なのに挿入懇願!? 至近距離で神乳揉み放題!ハメ放題!裏オプおっパブスペシャル | kawaii*VR  |
| 3      | 7/4      | KAVR034  | 神乳パイズリ&ドヤ顔フェラ! 連続10発ザーメン搾取されちゃう絶倫痴女VR | kawaii*VR  |
| 4      | 9/5      | KAVR042  | 「エッチなお姉さんは嫌いですか?」【神乳密着・ベロキス・ささやき淫語】ドエロすぎる彼女の巨乳お姉ちゃんのトリプル誘惑に完堕ちしちゃった僕。                                                                           | kawaii*VR  |
| 2020年 |          |          | |            |
| 5      | 1/16     | KAVR056  | 絶対にプライベートでは巡り合えない‘パパ活’神乳美少女と変態性交VR | kawaii*VR  |
| 6      | 2/13     | KAVR059  | 出張先で巨乳の新入社員と相部屋逆NTR 「奥さんのこと裏切ってもいいのかなぁ??」悪魔の囁きと神乳誘惑にイチコロ 狂ったように貪り合った最低な新婚の僕…                                                                    | kawaii*VR  |
| 7      | 4/23     | KAVR069  | 初めて出来た彼女と念願のセックス! ゴムが上手く付けられず生ハメしたらとろとろマ●コに即暴発!!でも童貞ってバレたくなくて抜かずの連続ピストン中出しSEX                                                                  | kawaii*VR  |
| 8      | 5/28     | KAVR074  | 魅惑の神乳ボディ×射精テク×媚薬マ●コで狙った珍宝は必ず盗み出す女泥棒のフェロモンむんむん拘束射精拷問VR | kawaii*VR  |
| 9      | 6/22     | KAVR079  | 手違いで下着メーカーに就職したら…女子社員は平然と下着姿で歩き回る世界教育担当の伊藤さんはボン!キュッ!ボン!の超絶ボディ男性社員の反応が知りたいと下着姿を見せつけてきて勃起チ●ポの射精管理まで世話してくれる神待遇VR | kawaii*VR  |
| 10     | 7/23     | KAVR085  | あの日見た結晶の名前を僕はまだ知らない。事故で天国へ旅立った舞雪は…初雪の日だけ僕の元に舞い戻り溶けるほどの情熱的な密着セックスで昇天するゴーストVR                                                                 | kawaii*VR  |
| 11     | 9/27     | KAVR099  | 【新基準】ほぼノーカット! ハメ撮りVRストレスフリーで最高の没入感に浸かる伊藤舞雪との熱烈イチャラブSEX | kawaii*VR  |
| 12     | 10/22    | KAVR106  | 毎朝、回診の約10分間こっそり巨乳ナースが性処理してくれる神展開!カーテン1枚で仕切られた大部屋での声我慢セックスが特効薬代わりだった14日間のえちえち入院性活                                                          | kawaii*VR  |
| 13     | 12/10    | KAVR121  | 完全服従する最高の愛人とお泊まり温泉W不倫 | kawaii*VR  |
| 2021年 |          |          | |            |
| 14     | 1/19     | KAVR132  | 着エロ撮影と騙されて…透き通るような美白肌もカタチも感度も最高なおっぱいもたっぷり可愛がってあげるね。 | kawaii*VR  |
| 15     | 4/22     | KAVR156  | 極上ホスピタリティ＆シコリティ保証 発射無制限! 伊藤舞雪の風俗コンシェルジュ172分フルコース | kawaii*VR  |
| 16     | 6/14     | KAVR166  | ソロキャンプに来ていた訳アリ人妻と狭いテントの 中で密着セックスに明け暮れた一夜 | kawaii*VR  |
| 17     | 8/18     | KAVR178  | 「低画質なんて僕は嫌だ！」今あるVR技術を全て注ぎ込んだ【ハイクオリティ高画質】全コーナー完全ノーカットVR | kawaii*VR  |
| 18     | 11/9     | KAVR197  | 僕の彼女はお掃除大臣 3度の飯よりペロペロ大好き舐めマンべろしゃぶりビッチ！5シチュエーション！7発ドッピュン！137分！                                                                                                 | kawaii*VR  |
| 2022年 |          |          | |            |
| 19     | 2/1      | KAVR210  | 元祖 天井特化アングルKMP宮迫メンバー監督 ×VRクイーン kawaii＊専属 伊藤舞雪エロVR史に名を刻む革命的コラボ作品第一弾！！-筋トレ直後の舞雪ちゃんはアドレナリン全開で手に負えない編-                                    | kawaii*VR  |
| 20     | 3/1      | KAVR220  | パーフェクトボディ伊藤舞雪が目の前に二人！？前後左右まゆきちに完全包囲ハーレムVR | kawaii*VR  |
| 21     | 4/17     | KAVR227  | 愛しすぎた絶世の愛人と媚薬キメセク心中セックス | kawaii*VR  |
| 22     | 6/5      | KAVR233  | 初めて彼女が出来たのに初体験で勃起せず撃沈してたら… セックスの練習台になってくれたブラコン姉にサル並みの性欲で何度も何度も中出ししまくったVR                                                                        | kawaii*VR  |
| 23     | 7/10     | KAVR239  | VRで見たかった両極端な伊藤舞雪！アナタはどっちがタイプ？ | kawaii*VR  |
| 24     | 8/25     | KAVR246  | 本番禁止なのにムラムラしたら逆交渉！？発射無制限！中出しOK！逆バニー風俗ランド | kawaii*VR  |
| 25     | 12/14    | KAVR261  | 伊藤舞雪に五感を支配されるASMRシコシコ凄テクオナサポ 1週間ヌキまくり全7シチュエーション | kawaii*VR  |
| 2023年 |          |          | |            |
| 26     | 4/8      | KAVR285  | 「私のせいでゴメンナサイ…ウチに来ませんか？」終電なくなり後輩女子社員の部屋に… 無防備すぎるおっぱいとナチュラルな素顔に興奮した僕はチラつく妻の存在が吹き飛ぶほど一晩中モウレツにハメ狂った…                        | kawaii*VR  |
| 27     | 6/27     | KAVR295  | もしも、伊藤舞雪とバイト先が一緒だったら…この笑顔、このおっぱい…もしかして誘ってる！？ラッキースケベ×5シチュエーション150分                                                                                         | kawaii*VR  |
| 28     | 8/22     | KAVR306  | 「私、童貞好きですよ！どっかのエロ親父よりは…」 大嫌いなパワハラ上司にDTイジリされる僕を庇って助けてくれた舞雪パイセンとラブホで2次会…男になるまでチ●ポ復活させて生おっぱい生マ●コで7発射精                         | kawaii*VR  |
| 29     | 10/2     | KAVR316  | ＜至高の隠れ家でアナタだけに秘密の贅沢サービス＞ 超密着スロー焦らしで極限我慢させた後に最高の射精を約束してくれる超優良マンション型メンズエステ                                                                     | kawaii*VR  |
| 30     | 11/14    | KAVR331  | 新婚ホヤホヤ幸せ絶頂期 初めてゴムなしで超イチャイチャ子作り中出しエッチッチ | kawaii*VR  |
| 2024年 |          |          | |            |
| 31     | 2/5      | KAVR343  | 姉の無防備なむっちり尻を追い掛け回し…尻コキぶっかけ！尻肉ぷるぷるバック！おっぱいゆっさゆっさ杭打ち騎乗位！尻肉叩きつけ背面騎乗位！中出ししまくりデカ尻特化アングル                                                 | kawaii*VR  |
| 32     | 4/5      | KAVR363  | スノボデートで怪我して山小屋に避難 身体を寄せて人肌で温めあい本能的に貪りまくったレスキューが来るまでの24時間 | kawaii*VR  |
| 33     | 4/19     | IPVR265  | 超豪華2大メーカー共演 アイポケ×kawaii＊ 究極二輪車ハーレム中出しソープVR 桜空もも 伊藤舞雪 | IdeaPocket |
| 34     | 6/1      | KAVR371  | 時に優しく、時に叱咤激励し、一流の男にしてくれる銀座高級クラブ オーナーママ舞雪 | kawaii*VR  |
| 35     | 6/1      | KAVR383  | パーフェクトボディ伊藤舞雪にしか創造できない色気ムンムン魅惑の絶対領域 2SEX4コーナー150分 | kawaii*VR  |

### 影像作品
| #      | 发行日期 | 商品编码  | 作品名称                                                        | 制作公司             |
| 2018年 | 2018年   | 2018年    | 2018年                                                          | 2018年               |
| ------ | -------- | --------- | --------------------------------------------------------------- | -------------------- |
| 0      | 1/1      | MMND151   | 『不接受AV』奇蹟的細腰和純白F罩杯巨乳哄騙狂揉一翻               | 未满                 |
| 1      | 6/7      | REBD313   | Mayuki Dancing Snow White                                       | REbecca              |
| 2      | 11/25    | OAE169    | after school                                                    | Aircontrol           |
| 2019年 |          |           |                                                                 |                      |
| 3      | 4/4      | REBD375   | Mayuki2 南の島に降る雪                                          | REbecca              |
| 2020年 |          |           |                                                                 |                      |
| 4      | 10/8     | REBD498   | Mayuki3 Tropical Treasures                                      | REbecca              |
| 2021年 |          |           |                                                                 |                      |
| 5      | 8/19     | REBD579   | Mayuki4 Mayukiti☆Syndrome                                       | REbecca              |
| 2022年 |          |           |                                                                 |                      |
| 6      | 3/3      | REBD631   | Mayuki5 Mayukiti☆Collection                                     | REbecca              |
| 7      | 8/19     | SS067     | Clarity                                                         | FinePictures         |
| -      | 12/21    | 9WICP007  | 【數量限定】年末新年SUPER Promotion 2022-2023 Special Blu-ray！ | S1                   |
| 2023年 |          |           |                                                                 |                      |
| 8      | 1/5      | REBD709   | Mayuki6 愛人是檸檬色                                            | REbecca              |
| 9      | 4/26     | MBR-BN033 | 湯女美人                                                        | Marray International |
| 10     | 8/18     | SS090     | etoile                                                          | FinePictures         |
| 11     | 11/28    | OAE244    | 今天又夢見出軌的夢                                              | Aircontrol           |
| 2024年 |          |           |                                                                 |                      |
| 12     | 3/2      | FWAY011   | 這樣的曲線美,喜歡嗎?                                            | FAIR＆WAY            |

## 活動

### 海外
- 台湾

| 舉行日期             | 内容                        | 會場                 |
| ForAVer NO.53 攝影會 | ForAVer NO.53 攝影會        | ForAVer NO.53 攝影會 |
| -------------------- | --------------------------- | -------------------- |
| 2023年4月21日        | 棚閃場：各8人限定（共2次）  | 台北市内             |
| 2023年4月22日        | 團體場：各25人限定（共2次） | 台北市内             |
| 2023年4月23日        | 團體場：各25人限定（共3次） | 台北市内             |
| ForAVer NO.63 攝影會 |                             |                      |
| 2024年3月1日         | 棚閃場：各8人限定（共2次）  | 台北市内             |
| 2024年3月2日         | 團體場：各25人限定（共2次） | 台北市内             |
| 2024年3月3日         | 團體場：各25人限定（共3次） | 台北市内             |

| TRE2023 台北國際成人展 | TRE2023 台北國際成人展                                                                        | TRE2023 台北國際成人展 |
| ---------------------- | --------------------------------------------------------------------------------------------- | ---------------------- |
| 2023年8月4日           | ・TRE女優出場 ・黑卡活動 ・白銀卡活動（共3次） ・粉絲見面會：每次60名限定（共2次）            | 新北工商展覽中心       |
| 2023年8月5日           | ・TRE女優出場 ・黑卡活動 ・白銀卡活動（共3次） ・粉絲見面會：每次60名限定（共2次） ・溫泉銭湯 | 新北工商展覽中心       |
| 2023年8月6日           | ・TRE女優出場 ・黑卡活動 ・白銀卡活動（共3次） ・粉絲見面會：每次60名限定（共2次） ・溫泉銭湯 | 新北工商展覽中心       |
| TRE2024 台北國際成人展 |                                                                                               |                        |
| 2023年8月9日           | ・TRE女優出場 ・T-Shirt特典 ・後宮特典（長濱蜜梨,伊藤舞雪） ・HighFive特典（共2次）           | 南港展覽館             |
| 2023年8月10日          | ・TRE女優出場 ・T-Shirt特典 ・後宮特典（役野滿里奈,伊藤舞雪） ・HighFive特典（共2次）         | 南港展覽館             |
| 2023年8月11日          | ・TRE女優出場 ・T-Shirt特典 ・後宮特典（早坂姬、伊藤舞雪） ・HighFive特典（共2次）            | 南港展覽館             |

| TSE2024 台灣寫真博覽會 | TSE2024 台灣寫真博覽會                                                                                               | TSE2024 台灣寫真博覽會 |
| ---------------------- | --- | ---------------------- |
| 2024年1月26日          | ・銀卡女優攝影會（共2次） ・白銀卡W女優攝影會（惠理、伊藤舞雪） ・AV+女優感謝簽名會 ・黑卡活動（惠理、伊藤舞雪）     | 松山文創園區           |
| 2024年1月27日          | ・銀卡女優攝影會（共2次） ・白銀卡W女優攝影會（本鄉愛、伊藤舞雪） ・AV+女優感謝簽名會 ・黑卡活動（本鄉愛、伊藤舞雪） | 松山文創園區           |
| 2024年1月28日          | ・銀卡女優攝影會（共2次） ・白銀卡W女優攝影會（神木麗、伊藤舞雪） ・AV+女優感謝簽名會 ・黑卡活動（神木麗、伊藤舞雪） | 松山文創園區           |

### 日本地方活動
| 年     | 舉行日期 | 會場                        | 内容                                                                    |
| 札幌   | 札幌     | 札幌                        | 札幌                                                                    |
| ------ | -------- | --------------------------- | ----------------------------------------------------------------------- |
| 2023年 | 4月16日  | 札幌Sellvideo販賣           | Mayuki Ito × FUNAPRE（60人限定）                                        |
| 大阪   |          |                             |                                                                         |
| 2020年 | 1月25日  | Grankicona堺店              | 來店活動                                                                |
| 2020年 | 1月25日  | 天王寺                      | 粉絲見面會                                                              |
| 2020年 | 1月26日  | 關西Trend書店26號線葛之葉店 | DVD簽名會                                                               |
| 2021年 | 8月8日   | STUDIO CHEEK                | Malymoon摄影会                                                          |
| 2021年 | 9月28日  | W酒店大阪                   | LIBIDO活動（客串演出）                                                  |
| 2021年 | 12月12日 | 關西Trend書店26號線葛之葉店 | 年历＆DVD簽名會                                                         |
| 2022年 | 4月29日  | Kicona吹田店                | 來店活動                                                                |
| 2022年 | 4月29日  | Grankicona泉佐野店          | 來店活動                                                                |
| 2022年 | 4月30日  | 關西Trend書店26號線葛之葉店 | DVD簽名會                                                               |
| 2022年 | 9月4日   | 關西Trend書店26號線葛之葉店 | DVD簽名會                                                               |
| 2022年 | 12月26日 | Loft PlusOne West           | 伊藤舞雪【2022聯歡會SP脫口秀】真實＆在線                                |
| 2023年 | 1月9日   | JIS NAMBA                   | HAPPY NEW BUNNY 摄影会 在這次攝影會，還獲得了"Miss.BUNNY"大獎賽的冠軍。 |
| 2023年 | 3月11日  | 關西Trend書店26號線葛之葉店 | DVD簽名會（２部制：各30人名限定）                                       |
| 2023年 | 3月12日  | 天王寺                      | 粉絲見面會（聚餐・攝影會・脫口秀、30名限定）                            |
| 名古屋 |          |                             |                                                                         |
| 2021年 | 3月21日  | 夢GEN堂                     | DVD签名会                                                               |
| 2023年 | 4月1日   | MAX書店 名駅店              | Mayuki Ito × FUNAPRE（60枚限定）                                        |
| 京都   |          |                             |                                                                         |
| 2021年 | 12月12日 | Kicona京都向日店            | 来店活动                                                                |
| 2022年 | 12月25日 | EntertainmentOmega北白川店  | 来店活动（動員人數：150人以上）                                         |
| 兵庫   |          |                             |                                                                         |
| 2022年 | 9月3日   | Kicona尼崎總店              | 来店活动（動員人數：100人以上）                                         |
| 福岡   |          |                             |                                                                         |
| 2023年 | 3月19日  | 未知書房 太宰府inter店      | Mayuki Ito × FUNAPRE（60枚限定）                                        |

### 東京

#### 發行活動
| 日期     | 會場                                  | 日期     | 會場                              |
| 2018年   | 2018年                                | 2019年   | 2019年                            |
| -------- | ------------------------------------- | -------- | --------------------------------- |
| 3月18日  | Sofmap（秋葉原）                      | 2月23日  | Sofmap（秋葉原）                  |
| 3月18日  | 購銷市場-Mulan-AKIBA總店              | 2月23日  | Alibaba秋葉原                     |
| 4月20日  | Alibaba秋葉原                         | 3月27日  | Lammtarra-Epixis-Akiba            |
| 5月18日  | m's（秋葉原）                         | 4月23日  | m's（秋葉原）                     |
| 7月30日  | 購銷市場-Mulan-AKIBA總店              | 7月20日  | Alibaba秋葉原                     |
| 8月28日  | Lammtarra-Epixis-Akiba                | 7月20日  | m's（秋葉原）                     |
| 9月29日  | Sofmap（秋葉原）                      | 8月22日  | Alibaba秋葉原                     |
| 9月29日  | m's（秋葉原）                         | 10月1日  | Mulan秋葉原                       |
| 10月23日 | m's（秋葉原）                         | 10月29日 | Lammtarra秋葉原                   |
| 12月27日 | Lammtarra-Epixis-Akiba                | 11月25日 | Lammtarra-MEDIA-WORLD-AKIBA       |
|          |                                       | 12月23日 | Lammtarra秋葉原                   |
| 2020年   | 2020年                                | 2021年   | 2021年                            |
| 1月24日  | 新宿TSUTAYA                           | 7月19日  | Lammtarra-MEDIA-WORLD-AKIBA       |
| 7月26日  | 書泉Grande【Premium Nude Pose Book】  | 10月8日  | Lammtarra-MEDIA-WORLD-AKIBA       |
| 10月31日 | 書泉Grande【2021年年歷】              | 10月30日 | 書泉Grande【2022年年歷】          |
| 12月6日  | 書泉Book-Tower【Contrast】            | 12月18日 | 書泉Grande【more】                |
| 2022年   | 2022年                                | 2023年   | 2023年                            |
| 9月17日  | Lammtarra-MEDIA-WORLD-AKIBA           | 2月18日  | Lammtarra-MEDIA-WORLD-AKIBA       |
| 10月2日  | 書泉Grande【2023年年歷】              | 6月4日   | Lammtarra-MEDIA-WORLD-AKIBA       |
| 12月3日  | 書泉Grande【Private】2部制            | 8月27日  | 書泉Grande【Cosplay Fetish Book】 |
|          |                                       | 9月9日   | 購銷市場-Mulan-AKIBA總店          |
| 10月8日  | 書泉Grande【2024年年歷】              |          |                                   |
| 12月23日 | 書泉Grande【熱体夜】                  |          |                                   |
| 2024年   |                                       |          |                                   |
| 9月1日   | 書泉Grande【Lovin’YouTrifilleVOL.03】 |          |                                   |

### 粉絲見面會・公開錄音等
| 日期   | 會場                        | 内容 |
| 2019年 | 2019年                      | 2019年 |
| ------ | --------------------------- | --- |
| 8/31   | 屋形船                      | 粉絲見面會 |
| 11月   | 都内                        | kawaii* 特別感恩節2019【kawaii* 官方Twitter 關注和RT 活動】 與伊藤舞雪共進午餐（僅限3位獲獎者）                                                           |
| 2020年 |                             | |
| 2/24   | 大崎Bright Core Hall        | Evelt全國粉絲感恩節東京FINAL |
| 11/29  | 都内                        | 生日聚粉絲見麵會 |
| 2021年 |                             | |
| 6/11   | Village Vanguard 澀谷總店   | Village Vanguard x 伊藤舞雪合作商品 發行活動 |
| 6/18   | 澀谷PARCO                   | MNKM×fempass×伊藤舞雪合作服飾 發行活動 |
| 11/27  | 都内                        | らじきち♡公開錄音＆生日聚粉絲見面會 |
| 12/4   | 新宿Loft Plus One           | 村西透談話活動（客串演出）其他客串：相澤南，桃尻Kaname，Tubasa舞                                                                                          |
| 12/30  | 東京流通Center              | Cosholic31 |
| 2022年 |                             | |
| 2/12   | Laforet原宿                 | MNKM×fempass×伊藤舞雪合作服飾 拍立得會 |
| 5/11   | Asagaya/Loft A              | 石津源治Hour Asagaya Shocking Vol.4 |
| 6/12   | 東京流通Center              | Pharfaite showcase 還出演在時裝秀・T台（服裝：Pharfaite）                                                                                                 |
| 8/7    | 都内                        | らじきち♡公開錄音＆會場限定講話（客串：加美杏奈） |
| 9/10   | Shirakobato 水上公園游泳池  | 現代麻將泳裝祭典-THE COLLECTION sugar- 1部3部 還主演在時裝秀・T台（協作：suger，服裝：ROBE de FLEURS Glossy）                                             |
| 9/11   | 都内                        | #15 nature photo session ～ Malymoon × vanityME. 合作攝影會～                                                                                             |
| 11/13  | Shibuya Cross-FM            | 電台節目「白石茉莉奈的talking free」公開錄音（客串演出）                                                                                                  |
| 11/16  | LOFT9 Shibuya               | 【公開生放送】Kamimai特別編 杏奈的失控講話直播 加美杏奈・伊藤舞雪(客串)【會場和在線同時舉辦】                                                             |
| 12/18  | 東京多摩未來展覽館          | Cosholic34 「bit」在攤位舉行。新寫真集CD-ROM版（3部）銷售                                                                                                 |
| 2023年 |                             | |
| 3/30   | P.A.R.M.S 秋葉原            | ねむチキLIVE～西野愛的女人們…和Nadal ～Supported by fempass 【會場和在線同時舉辦】（客串演出）其他：石原希望、架乃由羅、加美杏奈                          |
| 4/29   | 都内                        | 粉絲見面會（25+3人限定） |
| 7/2    | 都内                        | らじきち♡公開錄音＆會場限定講話（客串：楪可憐） |
| 9/18   | Shirakobato 水上公園游泳池  | 現代麻將泳裝祭典2023 2部4部 還主演在時裝秀・T台（協作：suger，服裝：suger nine）                                                                          |
| 11/18  | 購銷市場-Mulan-AKIBA總店    | 「人氣廠牌合作特別共演活動」（女優：櫻空桃/伊藤舞雪/楪可憐）                                                                                              |
| 12/4   | Red Dragon 六本木           | 26歲生日活動1天限定酒店小姐活動 |
| 12/24  | PRIZM HALL                  | Cosholic37 「bit」在攤位舉行。新PDF寫真集（4部）銷售 |
| 2024年 |                             | |
| 2/4    | 澀谷 LE DECO                | 摄影展『360° Fiction and Reality』活動 |
| 2/9    | 新宿村LIVE                  | Nemu Chiki LIVE 2 [會場和在線同時舉辦 （客串演出）其他：石原希望、村上由香、山岸彩花 原定舞雪要演出，但由於身體不好，她缺席了演出，由八木奈奈代替她演出。 |
| 5/12   | 都内                        | AV GAMES『美少女全鑑☆学園編』第4回粉絲見面會（客串演出）                                                                                                  |
| 5/24   | BigDipper新橋1號店          | 来店活動 |
| 7/28   | Lammtarra-MEDIA-WORLD-AKIBA | THE FAN♡FUN TRUMP 特別活動 |
| 9/21   | Shirakobato 水上公園游泳池  | 現代麻將泳裝祭典2024 |

### 在線
| 日期   | 内容                                                                    | 日期   | 内容                                     |
| 2019年 | 2019年                                                                  | 2020年 | 2020年                                   |
| ------ | ----------------------------------------------------------------------- | ------ | ---------------------------------------- |
| 4/16   | FANZA實時聊天(第1次：FANZA成人獎2019)                                   | 8/6    | FANZA實時聊天(第4次：成人夏季活動2020)   |
| 2021年 | 2021年                                                                  | 2022年 | 2022年                                   |
| 3/9    | FANZA實時聊天(第3次：春天的内裤祭典2021)                                | 1/20   | FANZA實時聊天(第5次：成人玩具活動2022)   |
| 9/2    | FANZA實時聊天(第4次：成人夏季活動2021)                                  | 4/19   | FANZA實時聊天(第6次：春天的内裤祭典2022) |
| 10/31  | Radio Cloud&Radio Chronicle的特別項目萬聖節之夜♡相澤南×伊藤舞雪合作談話 | 11/2   | 《2023年年歷》線上簽名會                 |
| 12/3   | 寫真集《more》分發活動+線上簽名會                                       | 12/20  | 寫真集《Private》線上簽名會              |
| 2023年 |                                                                         |        |                                          |
| 1/13   | FANZA实时聊天(第7次：年末新年SUPER宣傳活動)                             |        |                                          |
| 7/10   | FANZA實時聊天(第8次：CSK活動2023)                                       |        |                                          |
| 11/28  | 影像作品《OAE244：今天又夢見出軌的夢》線上簽名會                        |        |                                          |
| 12/15  | 寫真集限定BOX《熱体夜》線上簽名會                                       |        |                                          |

## 出演

### 網絡電視
- 「石橋貴明Premium」（日語：石橋貴明プレミアム）#7,#9（2020年10月10日,2021年3月20日，ABEMA） - 「文娛界超人第一決戰！」角色：女王
- 「志村&鶴瓶のあぶない交遊録 大最終回Special」（2021年1月2日，ABEMA） - 角色：美人性感女職員(捕手)　※朝日電視台摘要播出
- 「春天的內褲祭典2021」（日語：春のパンツ祭り2020）（2021年3月31日，春天的內褲祭典2021官網）
- 「鶴瓶＆ナイナイのちょっとあぶないお正月」（2023年1月2日，ABEMA） - 角色：美人棒球選手(捕手)　※朝日電視台摘要播出
- 「鶴瓶＆ナイナイのちょっとあぶないお正月」（2024年1月1日，ABEMA） - 角色：美人捕手　※朝日電視台摘要播出

### 電視
- 「もう!バカリズムさんの超H!」#24,#27（2021年6月27日,9月26日，富士電視台 ONE）
- 「月亮和鼴鼠」（日語：月ともぐら）（2023年1月6日・13日・20日・27日，2月3日，12月22日，2024年1月5日，2月9日、東京電視）
- 「カミマイ!～KamiDance!～」#32,#33（2023年1月17日、2月16日、エンタ!959）

### 電台節目
- 伊藤舞雪のらじきち♡（2021年4月4日-2023年8月14日，Radio Chronicle）
- ねむチキ（2021年9月26日,10月3日,2022年10月2日・9日，2023年4月2日・9日，TBS廣播電台）
- 白石茉莉奈のtalking free（2022年11月13日，Shibuya Cross-FM）

### 視頻分發網站
- 「カチコチTV」（FANZA）
  - 2020年：#0（12月18日）
  - 2021年：#11,#12,#25,#26,#43,#44（2月26日，3月5日，6月4日・11日，10月22日・29日）
  - 2022年：#65,#66,#77,#78,#91,#92,#93（4月1日・8日，6月24日，7月1日，9月30日，10月7日・14日）
  - 2023年：#115,#116,#117,#118,#131,#132#148,#149（3月17日・24日・31日、4月7日、7月7日・14日、11月3日・10日）

- 「そい見ちゃん」#7（2021年7月21日，FANZA）

## 出版品・其他

### 寫真集
- 伊藤舞雪寫真集《神秘》（2019年3月20日，雙葉社，攝影：吉田裕之）ISBN 978-4575314410
- 《典藏裸體姿勢集 伊藤舞雪》（2020年7月17日，GOT Corporation，攝影：田村浩章）ISBN 978-4823600623
- 伊藤舞雪寫真集《Contrast》（2020年12月4日，竹書房，攝影：八坂悠司）ISBN 978-4-8019-2516-8
- 伊藤舞雪寫真集《more》（2021年11月20日，GOT Corporation，攝影：富田恭透）ISBN 978-4823602399
- 《朝な夕な》（2022年1月，羊肉 Bal，撮影：羊肉 Ruton）
- 伊藤舞雪寫真集《Private》（2022年12月1日，德間書店，攝影：松田忠雄）ISBN 978-4198655600
- Cosplay Fetish Book（2023年8月22日，GOT Corporation，攝影：田村浩章）ISBN 978-4823605178
- 伊藤舞雪寫真集『熱体夜』限定BOX（2023年12月19日、GOT Corporation、攝影：中山雅文）ISBN 978-4823605734 ※完全依訂單生產
- 伊藤舞雪寫真集『熱体夜』（2023年12月19日、GOT Corporation、攝影：中山雅文）ISBN 978-4823605581

### 寫真集・中文版
- 典藏裸體姿勢集 伊藤舞雪（2021年3月5日、台灣東販、攝影：田村浩章）
- 伊藤舞雪寫真集『more』（2024年1月31日、更生文化設計有限公司、撮影：富田恭透）

### 月曆
- 伊藤舞雪2021年：掛歷／台歷（2020年10月17日，Waku Waku製作所，攝影：八坂悠司)
- 伊藤舞雪2022年：掛歷／台歷（2021年11月6日，SUN CARAT，攝影：富田恭透）
- 伊藤舞雪2023年：掛歷／台歷（2022年10月1日，SUN CARAT，攝影：田畑龍三郎）
- 伊藤舞雪2024年：掛歷／台歷（2023年10月7日，SUN CARAT，攝影：中山雅文）

### 電子寫真集
| 發行日期 | 書名                                                | 出版社                  |
| 2020年   | 2020年                                              | 2020年                  |
| -------- | --------------------------------------------------- | ----------------------- |
| 7/14     | Count Sheep【Sleep】                                | GOT-Corp.               |
| 7/14     | Count Sheep【Nap】                                  | GOT-Corp.               |
| 12/11    | Disire                                              | 德間書店                |
| 2021年   |                                                     |                         |
| 5/1      | #NEWLOOK【girl meets street】                       | GOT-Corp.               |
| 8/13     | #Escape                                             | GOT-Corp.               |
| 11/30    | 再会                                                | 德間書店                |
| 12/17    | Mayuki 4 - MAYUKITI ☆ Syndrome -                    | REbecca                 |
| 12/28    | 最愛                                                | 德間書店                |
| 2022年   |                                                     |                         |
| 2/1      | 成人玩具電子目錄寫真集 今天用什麽？成人玩具CAMPAIGN | FANZA-BEAUTY-COLLECTION |
| 3/18～   | more                                                | GRAPHIS                 |
| 10/1     | #LadyMary                                           | GOT-Corp.               |
| 10/17    | Clarity                                             | FinePictures            |
| 12/15    | 年末新年SUPER CAMPAIGN 2022-2023 Sexy Collection    | FANZA-BEAUTY-COLLECTION |
| 12/19    | bit130 Ito Mayuki01                                 | bit                     |
| 12/20    | bit131 Ito Mayuki02                                 | bit                     |
| 12/21    | bit132 Ito Mayuki03                                 | bit                     |
| 12/27    | various changes                                     | FANZA-BEAUTY-COLLECTION |
| 2023年   |                                                     |                         |
| 2/17     | JUICY HONEY PLUS＃16 伊藤舞雪                       | JUICY HONEY             |
| 2/27     | 寫真集《Private》全未公開照片 vol.1 Pure Heart      | 德間書店                |
| 2/27     | 寫真集《Private》全未公開照片vol.2 Secret Love      | 德間書店                |
| 3/31     | 春天的內褲祭典 2023 Photo Book                      | FANZA-BEAUTY-COLLECTION |
| 4/14     | 伊藤舞雪寫真集《more》更多頁面【電子特別版】        | GOT-Corp.               |
| 12/11    | 我给你看我的全部（日語：ぜんぶ見せてやる）          | 小學館                  |
| 12/27    | bit143 Ito Mayuki04                                 | bit                     |
| 12/27    | bit144 Ito Mayuki05                                 | bit                     |
| 12/27    | bit145 Ito Mayuki06                                 | bit                     |
| 12/27    | bit146 Ito Mayuki07                                 | bit                     |
| 2024年   |                                                     |                         |
| 1/6      | 週刊 伊藤舞雪 vol.1                                 | 德間書店                |
| 1/13     | 週刊 伊藤舞雪 vol.2                                 | 德間書店                |
| 1/20     | 週刊 伊藤舞雪 vol.3                                 | 德間書店                |
| 1/27     | 週刊 伊藤舞雪 vol.4                                 | 德間書店                |
| 1/31     | PIECE of NAIL ＃1                                   | a-list photo anthology  |
| 3/29     | 春のパンツまつり2024 Photo Book                     | FANZA BEAUTY COLLECTION |
| 6/21     | CSKキャンペーン2024 Digital Photo Book              | FANZA BEAUTY COLLECTION |
| 7/25     | ジューシーハニーLX2024                              | JUICY HONEY             |

### 收费凹版网站
GRAPHIS
- Snow Dance（2018年-、攝影：浜田一喜）
- Mystery（2019年-、攝影：吉田裕之）
- Premium Body（2020年-、攝影：八坂悠司）
- more（2022年-、攝影：富田恭透）
- Full of charm!（2023年-、攝影：田畑龍三郎）

### NFT
Joyu.Fans
- MAYUKI ITO COLLECTION（CAWD114,CAWD126,CAWD152,CAWD163,CAWD201）

- NEW YEAR 2023 SPECIAL COLLECTION
- PANTSU FESTIVAL 2023 SPECIAL COLLECTION

### 雜誌
| 年份   | 雜誌名                           | 内容                                                              | 出版社    |
| ------ | -------------------------------- | ----------------------------------------------------------------- | --------- |
| 2018年 | ZUBA王2018年9月號                | 封面，凹版照片「腰身女神降臨！」                                  | GOT-Corp. |
| 2020年 | 月刊FANZA2020年7月號             | 兩周年長采訪                                                      | GOT-Corp. |
| 2020年 | 月刊FANZA2021年5月號             | 卷頭的采訪                                                        | GOT-Corp. |
| 2021年 | MEN'S-DVD-SEXY-Vol.3-2021年6月號 | 封面，「壓倒性的腰身完美身材！」，凹版照片，采訪，DVD             | 三和出版  |
| 2022年 | GOETHE2022年3月號                | 最高級百科全書 2022「壓倒性的腰身女王」                           | 幻冬舍    |
| 2022年 | 小惡魔Ageha2022 SUMMER           | 新Ageha模特自我介紹，Swimwear-Summer-Collection，不毀妝的化妝技巧 | Media Pal |
| 2022年 | 月刊FANZA2022年9月號             | 封面，「今月的封面女郎FUCK！」                                    | GOT-Corp. |
| 2022年 | 小惡魔Ageha2022 WINTER           | 封底，White-Party，人生的轉折點，回來了!!令和版醉酒ageha          | Media Pal |
| 2023年 | 月刊FANZA2023年7月號             | 封面 BEAUTY VENUS VIII，「今月的封面女郎FUCK！」                  | GOT-Corp. |
| 2023年 | 小惡魔Ageha2023 SUMMER           | 最前沿的彩妝，盛夏郊遊的衣服，,泳池大作戰,夏季GAL統一筆試         | Media Pal |
| 2023年 | （台灣) JKF 2023年10月號         | 封面，凹版照片，采訪「壓倒性水蛇腰 伊藤舞雪」                     | JKF       |

### 集换式卡牌
- AVC Juicy Honey收藏卡PLUS#10（2021年4月4日，Mint）
- AVC Juicy Honey收藏卡PLUS#14（2022年5月14日，Mint）
- AVC Juicy Honey收藏卡PLUS#16（2022年10月22日，Mint）
- AVC Juicy Honey收藏卡PLUS#19（2023年9月23日，Mint）
- AVC Juicy Honey收藏卡LUXURY EDITION 2024（2023年12月23日，Mint）
- AVC Juicy Honey收藏卡LUXURY EDITION 2025（2024年12月，Mint）

### 遊戲
- 暗影謎題（2023年6月28日-、STAR UNION GAME）遊戲推薦大使
- 日替わり内室（2023年7月1日-7月5日、10月17日-10月21日、37GAMES）- 合作限定「菊姬」角色
- 7SPIN Casino（2023年9月19日-，Plusstar N.V.） - 官方大使 *CM（廣告）2023年10月25日-10月31日在澀谷大型屏幕廣告“Shibuya Ai Vision”播出

### 其他
- Girl's Party Collection -THE FAN◆FUN TRUMP -vol.1（2022年4月15日，Girl's Party Collection）
- Girl's Party Collection -THE FAN♡FUN TRUMP -vol.3（2022年12月23日，Girl's Party Collection）
- Girl's Party Collection -THE FAN♡FUN TRUMP -vol.5（2023年8月9日、Girl's Party Collection）
- Girl's Party Collection -THE FAN♡FUN TRUMP -vol.6 CountSheep×#Escape（2024年2月29日、Girl's Party Collection）
- Girl's Party Collection -THE FAN♡FUN TRUMP -vol.7（2024年9月、Girl's Party Collection）

## 執筆

### 專欄
- 問了一個AV女優一些難以回答的問題。伊藤舞雪（GOT-Corp.「月刊FANZA」2020年10 月-2021年3月）
- １：「關於推特」（月刊FANZA2020年9月號）
- ２：「什麽是可怕的東西？」（月刊FANZA2020年10月號）
- ３：「迄今為止我經歷過的S〇X」（月刊FANZA2020年11月號）
- ４：「AV界的對手」（月刊FANZA2021年1月號）
- ５：「關於性最尷尬的事情..」（月刊FANZA2021年2月號）
- ６：「關於結婚」（月刊FANZA2021年3月號）

## 商品・周邊

### 合作
FANZA×kawaii*×伊藤舞雪 合作
- 原創長袖T恤（2021年2月1日，FANZA合作）
- 原創亞克力架明信片尺寸（2021年2月2日，FANZA合作）
- 伊藤舞雪生照片5 張套（2021年2月1日，FANZA合作）

MNKM×fempass beV×FANZA×伊藤舞雪 合作
- FCS ＆ PORN Tee T恤（2021年5月7日，MNKM/fempass beV）
- irogoto Longsleeve 長袖襯衫（2021年5月7日，MNKM/fempass beV）
- Play Boys＆Girls 貼紙（2021年5月7日，MNKM/fempass beV）

Village Vanguard×伊藤舞雪 合作
- 每日日歷（2021年5 月，Village Vanguard）
- ZINE（2021年5月，Village Vanguard）
- 半身大亞克力架（3 種）（2021年5月，Village Vanguard）
- 手機殼（2021年5月，Village Vanguard）
- 馬克杯（2021年5月，Village Vanguard）
- 托特包 15L（2021年5月，Village Vanguard）

GODTAIL×伊藤舞雪 合作
- THUNDER PATCH × BACKPRINT TEE（2023年4月、fempass beV）
- BWH MEASUREMENTS PRINT TEE（2023年4月、fempass beV）

井上三太×fempassBeV×伊藤舞雪 コラボ
- 【ITO MAYUKI】SANTAGIRLS TEE（BLACK）（2024年9月、fempass beV）
- 【ITO MAYUKI】SANTAGIRLS TEE（WHITE）（2024年9月、fempass beV）

### 海外
TRE 2023限定（2023年8月4日-8月6日、TRE、台灣）
- TRE女優毛巾
- TRE女優卓上立牌
- TRE女優鑰匙圈
- TRE女優香氛片
- TRE女優徽章

TSE 2024限定（2024年1月26日-1月28日、TRE、台灣）
- TRE女優卓上立牌
- TRE女優鑰匙圈
- TRE女優徽章

TRE 2024限定（2024年8月9日～8月11日、TRE、台湾）
- TRE女優卓上立牌
- TRE女優鑰匙圈
- TRE女優徽章

### 抱枕
- 伊藤舞雪抱枕套 【一般版/限定版】（2020年10月，Gephalsa）
- 伊藤舞雪抱枕套（2021年6月，MEN'S DVD SEXY）
- 伊藤舞雪抱枕套 2nd【一般版/限定版】（2021年11月，Gephalsa）
- 伊藤舞雪 3rd 抱枕套【一般版/限定版】（2022年10月，Gephalsa）

### 成人用品
- JAPANESE REAL HOLE 淫 2nd 伊藤舞雪（2020年9月24日，EXE）
- JAPANESE REAL HOLE 生 伊藤舞雪（2021年11月24日，EXE）

## 外部連結
- 伊藤舞雪鏈接網站 （页面存档备份，存于）
- 伊藤舞雪 所屬事務所 （页面存档备份，存于）
- 伊藤舞雪的X（前Twitter）（2018年8月31日 - ）
- 伊藤舞雪的Instagram帳戶（2022年1月13日 - )
- Mayukiti | ageha 官方網站 （页面存档备份，存于）